# Danielle Delaunay
Pour les articles homonymes, voir Delaunay.
Danielle Delaunay, née le 6 septembre 1983 à Hawaï, est une chanteuse et modèle américaine, seule Caucasienne à avoir fait partie du Hello! Project au Japon.

## Biographie
Enfant, elle apparaît dans des publicités, tourne dans l'épisode pilote de la série Alerte à Malibu, et fait de la figuration dans le film Waterworld. À 16 ans, elle rejoint le groupe pop féminin hawaiien Coconuts Musume, qui est rapidement intégré au Hello! Project, et part avec lui pour le Japon en juin 1999. Sous le nom de scène Danielle, elle y enregistre quatre singles et leurs clips vidéos avec le groupe, et un autre dans le cadre des « Shuffle Units » de 2000 avec Akagumi 4. Elle quitte le H!P en avril 2001 pour continuer ses études de musique à Los Angeles, puis fait du théâtre à Londres en Angleterre, où elle vit actuellement. Elle y crée en mai 2007 son groupe pop Delaunay, qui se sépare à la fin de l'année, et continue en solo.
Elle épouse son guitariste Joti Mangat et lui donne un fils en 2008. Elle met au monde un autre fils en 2011.